# Copa do Nordeste 2025
La Copa do Nordeste 2025 es la vigésima segunda (22.º) edición del torneo que reúne equipos de la región nordeste del país. El torneo será organizado por la Liga do Nordeste, en colaboración con la CBF.
A diferencia de años anteriores, el reglamento no prevé un cupo en la tercera fase de la Copa de Brasil 2026 para el campeón, a pesar de que la CBF le haya garantizado al campeón que el cupo se mantendría tras la reformulación de la competición.
Además, la fase de grupos ahora incluye enfrentamientos entre equipos del mismo grupo, sustituyendo el formato utilizado desde la edición de 2019, en el que los equipos solo se enfrentaban a los del grupo contrario.

## Equipos participantes

### Eliminatorias
Hay 2 criterios de clasificación para jugar las eliminatorias de la Copa do Noreste: 
- Criterio 1 (9 plazas): equipo mejor posicionado en el Ranking CBF 2023 de cada uno de los estados del nordeste, excluidos los clasificados para la fase de grupos o que no compitieron en la primera división estatal en 2024.

- Criterio 2 (7 plazas): equipo mejor clasificado en cada uno de los campeonatos estatales de 2023 de las 7 mejores federaciones del nordeste en el Ranking CBF 2024 (todas excepto Sergipe y Piauí), excluidos los clasificados para la fase de grupos o por el criterio 1.

Los ganadores de cada uno de los cuatro partidos de la segunda fase se clasificarán para la fase de grupos.
| Estado               | Equipo              | Ciudad         | Criterio de clasificación | Ranking CBF | Estadio          | Capacidad |
| -------------------- | ------------------- | -------------- | ------------------------- | ----------- | ---------------- | --------- |
| Alagoas              | CSA                 | Maceió         | Criterio 1                | 31.º        | Rei Pelé         | 17 126    |
| Alagoas              | ASA                 | Arapiraca      | Criterio 2                | 83.º        | Fumeirão         | 15 000    |
| Bahía                | Juazeirense         | Juazeiro       | Criterio 1                | 63.º        | Adautão          | 8000      |
| Bahía                | Barcelona de Ilhéus | Ilhéus         | Criterio 2                | –           | Mário Pessoa     | 10 000    |
| Ceará                | Ferroviário         | Fortaleza      | Criterio 1                | 53.º        | Arena Castelão   | 63 903    |
| Ceará                | Maracanã            | Maracanaú      | Criterio 2                | –           | Almir Dutra      | 18 000    |
| Maranhão             | Moto Club           | São Luís       | Criterio 1                | 86.º        | Castelão         | 40 149    |
| Maranhão             | Maranhão            | São Luís       | Criterio 2                | 135.º       | Castelão         | 40 149    |
| Paraíba              | Botafogo-PB         | João Pessoa    | Criterio 1                | 54.º        | Almeidão         | 25 770    |
| Paraíba              | Treze               | Campina Grande | Criterio 2                | 107.º       | Amigão           | 23 000    |
| Pernambuco           | Santa Cruz          | Recife         | Criterio 1                | 58.º        | Arruda           | 60 044    |
| Pernambuco           | Retrô               | Camaragibe     | Criterio 2                | 73.º        | Arena Pernambuco | 45 010    |
| Piauí                | Fluminense-PI       | Teresina       | Criterio 1                | 91.º        | Albertão         | 52 300    |
| Río Grande del Norte | ABC                 | Natal          | Criterio 1                | 40.º        | Frasqueirão      | 15 640    |
| Río Grande del Norte | Santa Cruz-RN       | Santa Cruz     | Criterio 2                | 217.º       | Iberezão         | 7000      |
| Sergipe              | Sergipe             | Aracaju        | Criterio 1                | 82.º        | Batistão         | 15 575    |

### Fase de grupos
Hay 2 criterios para clasificar directamente a la fase de grupos de la Copa do Nordeste:
- Criterio 1 (9 plazas): equipo campeón en cada uno de los campeonatos estatales de 2024 en el Nordeste.
- Criterio 2 (3 plazas): equipo mejor posicionado en el Ranking CBF 2023 de cada una de las 3 mejores federaciones nordestinas del Ranking (Ceará, Bahía y Pernambuco), excluidos los clasificados por el criterio 1 o que no hayan competido en la primera división estatal en 2024.

| Estado               | Equipo           | Ciudad    | Criterio de clasificación | Ranking CBF | Estadio           | Capacidad |
| -------------------- | ---------------- | --------- | ------------------------- | ----------- | ----------------- | --------- |
| Alagoas              | CRB              | Maceió    | Criterio 1                | 26.º        | Rei Pelé          | 17 126    |
| Bahía                | Vitória          | Salvador  | Criterio 1                | 28.º        | Barradão          | 35 000    |
| Bahía                | Bahia            | Salvador  | Criterio 2                | 13.º        | Arena Fonte Nova  | 50 025    |
| Ceará                | Ceará            | Fortaleza | Criterio 1                | 18.º        | Arena Castelão    | 63 903    |
| Ceará                | Fortaleza        | Fortaleza | Criterio 2                | 9.º         | Arena Castelão    | 63 903    |
| Maranhão             | Sampaio Corrêa   | São Luís  | Critério 1                | 33.°        | Castelão          | 40 149    |
| Paraíba              | Sousa            | Sousa     | Criterio 1                | 90.º        | Marizão           | 5400      |
| Pernambuco           | Sport Recife     | Recife    | Criterio 1                | 24.º        | Arena Pernambuco  | 45 012    |
| Pernambuco           | Náutico          | Recife    | Criterio 2                | 38.º        | Aflitos           | 20 000    |
| Piauí                | Altos            | Altos     | Criterio 1                | 56.º        | Lindolfo Monteiro | 5114      |
| Río Grande del Norte | América de Natal | Natal     | Criterio 1                | 58.º        | Arena das Dunas   | 32 000    |
| Sergipe              | Confiança        | Aracaju   | Criterio 1                | 51.º        | Batistão          | 15 575    |

## Eliminatorias

### Primera fase
| Llave | Fecha      | Hora  | Estadio             | Local       | Resultado        | Visitante           |
| ----- | ---------- | ----- | ------------------- | ----------- | ---------------- | ------------------- |
| 1     | 4 de enero | 16:00 | Rei Pelé            | CSA         | 1 - 0            | Barcelona de Ilhéus |
| 2     | 4 de enero | 19:30 | Frasqueirão         | ABC         | 0 - 0 (4:5 pen.) | Maracanã            |
| 3     | 4 de enero | 19:30 | Presidente Vargas   | Ferroviário | 0 - 0 (7:6 pen.) | Santa Cruz de Natal |
| 4     | 4 de enero | 16:00 | Arruda              | Santa Cruz  | 1 - 2            | Treze               |
| 5     | 4 de enero | 19:30 | Almeidão            | Botafogo-PB | 1 - 0            | Maranhão            |
| 6     | 4 de enero | 19:30 | Arena de Pernambuco | Retrô       | 1 - 1 (5:6 pen.) | Moto Club           |
| 7     | 4 de enero | 16:00 | Adautão             | Juazeirense | 3 - 3 (5:4 pen.) | Fluminese-PI        |
| 8     | 4 de enero | 16:00 | Batistão            | Sergipe     | 0 - 2            | ASA                 |

### Segunda fase
| Llave | Fecha      | Hora  | Estadio           | Local       | Resultado        | Visitante |
| ----- | ---------- | ----- | ----------------- | ----------- | ---------------- | --------- |
| 1     | 8 de enero | 20:00 | Rei Pelé          | CSA         | 1 - 0            | Maracanã  |
| 2     | 8 de enero | 16:00 | Presidente Vargas | Ferroviário | 2 - 0            | Treze     |
| 3     | 8 de enero | 20:00 | Almeidão          | Botafogo-PB | 0 - 1            | Moto Club |
| 4     | 8 de enero | 16:00 | Adautão           | Juazeirense | 0 - 0 (4:3 pen.) | ASA       |

### Goleadores de la Eliminatoria
| Ranking de goleadores de la Eliminatoria | Ranking de goleadores de la Eliminatoria | Ranking de goleadores de la Eliminatoria | Ranking de goleadores de la Eliminatoria | Ranking de goleadores de la Eliminatoria |
| Posición                                 | Futbolista                               | Club                                     | Edad                                     | Goles                                    |
| ---------------------------------------- | ---------------------------------------- | ---------------------------------------- | ---------------------------------------- | ---------------------------------------- |
| 1.°                                      | Thiago Alagoano                          | ASA                                      | 35                                       | 2                                        |
| 2.°                                      | Igor Maduro                              | Botafogo-PB                              | 23                                       | 1                                        |
|                                          | Igor Bahia                               | CSA                                      | 31                                       | 1                                        |
|                                          | Guilherme Cachoeira                      | CSA                                      | 22                                       | 1                                        |
|                                          | Kiuan                                    | Ferroviário                              | 21                                       | 1                                        |
|                                          | Allanzinho                               | Ferroviário                              | 24                                       | 1                                        |
|                                          | João Sala                                | Fluminese-PI                             | 25                                       | 1                                        |
|                                          | Gabriel Vieira                           | Fluminese-PI                             | 22                                       | 1                                        |
|                                          | Romarinho                                | Fluminese-PI                             | 25                                       | 1                                        |
|                                          | Guilherme Silveira                       | Juazeirense                              | 25                                       | 1                                        |
|                                          | Adelvan                                  | Juazeirense                              | 25                                       | 1                                        |
|                                          | Tatá Baiano                              | Juazeirense                              | 28                                       | 1                                        |
|                                          | Danilinho                                | Moto Club                                | 25                                       | 1                                        |
|                                          | Danilo Pires                             | Moto Club                                | 32                                       | 1                                        |
|                                          | Mascote                                  | Retrô                                    | 28                                       | 1                                        |
|                                          | Thiaguinho                               | Santa Cruz                               | 26                                       | 1                                        |
|                                          | Wandson                                  | Treze                                    | 26                                       | 1                                        |
|                                          | Van                                      | Treze                                    | 33                                       | 1                                        |

## Primera fase
Los grupos de la Copa do Nordeste 2025 fueron sorteados el 14 de enero de 2025. "La ceremonia realizada en Rio de Janeiro definió la composición de los dos grupos, con ocho equipos en cada uno".

### Grupo A

#### Clasificación
| Pos. | Equipo       | Pts. | PJ | G | E | P | GF | GC | Dif. | Clasificación                   |
| ---- | ------------ | ---- | -- | - | - | - | -- | -- | ---- | ------------------------------- |
| 1    | Vitória      | 15   | 7  | 4 | 3 | 0 | 10 | 6  | +4   | Clasificados a cuartos de final |
| 2    | Sport Recife | 12   | 7  | 4 | 0 | 3 | 11 | 7  | +4   | Clasificados a cuartos de final |
| 3    | Ferroviário  | 10   | 7  | 3 | 1 | 3 | 8  | 10 | −2   | Clasificados a cuartos de final |
| 4    | Fortaleza    | 9    | 7  | 3 | 0 | 4 | 11 | 7  | +4   | Clasificados a cuartos de final |
| 5    | CRB          | 9    | 7  | 2 | 3 | 2 | 12 | 10 | +2   |                                 |
| 6    | Altos        | 9    | 7  | 2 | 3 | 2 | 7  | 7  | 0    |                                 |
| 7    | Moto Club    | 7    | 7  | 1 | 4 | 2 | 8  | 13 | −5   |                                 |
| 8    | Sousa        | 6    | 7  | 2 | 0 | 5 | 7  | 14 | −7   |                                 |

Actualizado a los partidos jugados el 26 de marzo de 2025.
 Fuente: CBF

#### Resultados
| Jornada 1   | Jornada 1 | Jornada 1              | Jornada 1   | Jornada 1 | Jornada 1    |
| Fecha       | Hora      | Estadio                | Local       | Resultado | Visitante    |
| ----------- | --------- | ---------------------- | ----------- | --------- | ------------ |
| 22 de enero | 21:30     | Presidente Vargas (CE) | Ferroviário | 1 - 2     | Sport Recife |
| 22 de enero | 21:30     | Rei Pelé               | CRB         | 2 - 2     | Vitória      |
| 23 de enero | 19:00     | Presidente Vargas (CE) | Fortaleza   | 2 - 0     | Moto Club    |
| 23 de enero | 19:00     | Marizão (PB)           | Sousa       | 2 - 1     | Altos        |

| Jornada 2    | Jornada 2 | Jornada 2      | Jornada 2    | Jornada 2 | Jornada 2   |
| Fecha        | Hora      | Estadio        | Local        | Resultado | Visitante   |
| ------------ | --------- | -------------- | ------------ | --------- | ----------- |
| 4 de febrero | 21:30     | Ilha do Retiro | Sport Recife | 0 - 2     | Fortaleza   |
| 4 de febrero | 21:30     | Barradão       | Vitória      | 1 - 0     | Sousa       |
| 5 de febrero | 21:30     | Castelão (MA)  | Moto Club    | 1 - 1     | Ferroviário |
| 5 de febrero | 21:30     | Albertão       | Altos        | 1 - 1     | CRB         |

| Jornada 3     | Jornada 3 | Jornada 3    | Jornada 3 | Jornada 3 | Jornada 3    |
| Fecha         | Hora      | Estadio      | Local     | Resultado | Visitante    |
| ------------- | --------- | ------------ | --------- | --------- | ------------ |
| 11 de febrero | 19:00     | Rei Pelé     | CRB       | 2 - 2     | Moto Club    |
| 11 de febrero | 19:00     | Barradão     | Vitória   | 2 - 1     | Ferroviário  |
| 11 de febrero | 21:30     | Albertão     | Altos     | 2 - 1     | Fortaleza    |
| 11 de febrero | 21:30     | Marizão (PB) | Sousa     | 1 - 2     | Sport Recife |

| Jornada 4     | Jornada 4 | Jornada 4              | Jornada 4    | Jornada 4 | Jornada 4 |
| Fecha         | Hora      | Estadio                | Local        | Resultado | Visitante |
| ------------- | --------- | ---------------------- | ------------ | --------- | --------- |
| 18 de febrero | 21:30     | Presidente Vargas (CE) | Ferroviário  | 1 - 0     | Altos     |
| 19 de febrero | 19:00     | Rei Pelé               | CRB          | 4 - 1     | Sousa     |
| 19 de febrero | 19:00     | Ilha do Retiro         | Sport Recife | 5 - 0     | Moto Club |
| 19 de febrero | 21:30     | Castelão (CE)          | Fortaleza    | 1 - 2     | Vitória   |

| Jornada 5  | Jornada 5 | Jornada 5      | Jornada 5    | Jornada 5 | Jornada 5   |
| Fecha      | Hora      | Estadio        | Local        | Resultado | Visitante   |
| ---------- | --------- | -------------- | ------------ | --------- | ----------- |
| 5 de marzo | 19:00     | Castelão (CE)  | Fortaleza    | 4 - 0     | Ferroviário |
| 5 de marzo | 19:00     | Castelão (MA)  | Moto Club    | 3 - 1     | Sousa       |
| 5 de marzo | 21:30     | Barradão       | Vitória      | 1 - 1     | Altos       |
| 5 de marzo | 21:30     | Ilha do Retiro | Sport Recife | 2 - 1     | CRB         |

| Jornada 6   | Jornada 6 | Jornada 6    | Jornada 6 | Jornada 6 | Jornada 6    |
| Fecha       | Hora      | Estadio      | Local     | Resultado | Visitante    |
| ----------- | --------- | ------------ | --------- | --------- | ------------ |
| 19 de marzo | 21:30     | Marizão (PB) | Sousa     | 2 - 1     | Fortaleza    |
| 19 de marzo | 21:30     | Barradão     | Vitória   | 1 - 0     | Sport Recife |
| 20 de marzo | 19:00     | Albertão     | Altos     | 1 - 1     | Moto Club    |
| 21 de marzo | 20:00     | Rei Pelé     | CRB       | 1 - 2     | Ferroviário  |

| Jornada 7   | Jornada 7 | Jornada 7              | Jornada 7    | Jornada 7 | Jornada 7 |
| Fecha       | Hora      | Estadio                | Local        | Resultado | Visitante |
| ----------- | --------- | ---------------------- | ------------ | --------- | --------- |
| 26 de marzo | 21:30     | Presidente Vargas (CE) | Ferroviário  | 2 - 0     | Sousa     |
| 26 de marzo | 21:30     | Ilha do Retiro         | Sport Recife | 0 - 1     | Altos     |
| 26 de marzo | 21:30     | Castelão (CE)          | Fortaleza    | 0 - 1     | CRB       |
| 26 de marzo | 21:30     | Castelão (MA)          | Moto Club    | 1 - 1     | Vitória   |

### Grupo B

#### Clasificación
| Pos. | Equipo           | Pts. | PJ | G | E | P | GF | GC | Dif. | Clasificación                  |
| ---- | ---------------- | ---- | -- | - | - | - | -- | -- | ---- | ------------------------------ |
| 1    | Bahia            | 16   | 7  | 5 | 1 | 1 | 17 | 7  | +10  | Clasificado a cuartos de final |
| 2    | CSA              | 13   | 7  | 4 | 1 | 2 | 14 | 7  | +7   | Clasificado a cuartos de final |
| 3    | Ceará            | 13   | 7  | 4 | 1 | 2 | 9  | 6  | +3   | Clasificado a cuartos de final |
| 4    | Confiança        | 11   | 7  | 3 | 2 | 2 | 8  | 5  | +3   | Clasificado a cuartos de final |
| 5    | Náutico          | 8    | 7  | 2 | 2 | 3 | 5  | 9  | −4   |                                |
| 6    | América de Natal | 7    | 7  | 2 | 1 | 4 | 7  | 12 | −5   |                                |
| 7    | Juazeirense      | 7    | 7  | 1 | 4 | 2 | 4  | 6  | −2   |                                |
| 8    | Sampaio Corrêa   | 2    | 7  | 0 | 2 | 5 | 4  | 16 | −12  |                                |

Actualizado a los partidos jugados el 7 de junio de 2025.
 Fuente: CBF

#### Resultados
- Los horarios corresponden a la hora local de Brasil (UTC-3).

| Jornada 1   | Jornada 1 | Jornada 1       | Jornada 1        | Jornada 1 | Jornada 1      |
| Fecha       | Hora      | Estadio         | Local            | Resultado | Visitante      |
| ----------- | --------- | --------------- | ---------------- | --------- | -------------- |
| 21 de enero | 21:30     | Rei Pelé        | CSA              | 2 - 1     | Confiança      |
| 22 de enero | 19:00     | Arena das Dunas | América de Natal | 2 - 1     | Juazeirense    |
| 22 de enero | 21:30     | Aflitos         | Náutico          | 1 - 0     | Ceará          |
| 23 de enero | 20:00     | Fonte Nova      | Bahia            | 4 - 0     | Sampaio Corrêa |

| Jornada 2    | Jornada 2 | Jornada 2              | Jornada 2      | Jornada 2 | Jornada 2        |
| Fecha        | Hora      | Estadio                | Local          | Resultado | Visitante        |
| ------------ | --------- | ---------------------- | -------------- | --------- | ---------------- |
| 4 de febrero | 19:00     | Castelão (MA)          | Sampaio Corrêa | 2 - 2     | América de Natal |
| 5 de febrero | 19:00     | Batistão (SE)          | Confiança      | 1 - 0     | Náutico          |
| 5 de febrero | 19:00     | Adautão                | Juazeirense    | 0 - 0     | Bahia            |
| 5 de febrero | 21:30     | Presidente Vargas (CE) | Ceará          | 1 - 0     | CSA              |

| Jornada 3     | Jornada 3 | Jornada 3     | Jornada 3 | Jornada 3 | Jornada 3        |
| Fecha         | Hora      | Estadio       | Local     | Resultado | Visitante        |
| ------------- | --------- | ------------- | --------- | --------- | ---------------- |
| 12 de febrero | 19:00     | Fonte Nova    | Bahia     | 5 - 1     | América de Natal |
| 12 de febrero | 19:00     | Castelão (CE) | Ceará     | 1 - 1     | Confiança        |
| 12 de febrero | 21:30     | Aflitos       | Náutico   | 0 - 0     | Juazeirense      |
| 13 de febrero | 19:00     | Rei Pelé      | CSA       | 4 - 0     | Sampaio Corrêa   |

| Jornada 4     | Jornada 4 | Jornada 4       | Jornada 4        | Jornada 4 | Jornada 4   |
| Fecha         | Hora      | Estadio         | Local            | Resultado | Visitante   |
| ------------- | --------- | --------------- | ---------------- | --------- | ----------- |
| 18 de febrero | 19:00     | Arena das Dunas | América de Natal | 2 - 1     | Confiança   |
| 26 de febrero | 19:00     | Castelão (MA)   | Sampaio Corrêa   | 0 - 1     | Juazeirense |
| 26 de febrero | 21:30     | Rei Pelé        | CSA              | 4 - 1     | Náutico     |
| 26 de marzo   | 19:00     | Fonte Nova      | Bahia            | 3 - 2     | Ceará       |

| Jornada 5  | Jornada 5 | Jornada 5              | Jornada 5      | Jornada 5 | Jornada 5        |
| Fecha      | Hora      | Estadio                | Local          | Resultado | Visitante        |
| ---------- | --------- | ---------------------- | -------------- | --------- | ---------------- |
| 6 de marzo | 19:00     | Presidente Vargas (CE) | Ceará          | 1 - 0     | América de Natal |
| 6 de marzo | 19:00     | Castelão (MA)          | Sampaio Corrêa | 1 - 1     | Náutico          |
| 6 de marzo | 21:30     | Adautão                | Juazeirense    | 2 - 2     | CSA              |
| 4 de junio | 19:00     | Batistão (SE)          | Confiança      | 2 - 0     | Bahia            |

| Jornada 6   | Jornada 6 | Jornada 6     | Jornada 6 | Jornada 6 | Jornada 6        |
| Fecha       | Hora      | Estadio       | Local     | Resultado | Visitante        |
| ----------- | --------- | ------------- | --------- | --------- | ---------------- |
| 18 de marzo | 19:00     | Aflitos       | Náutico   | 1 - 0     | América de Natal |
| 19 de marzo | 19:00     | Batistão (SE) | Confiança | 2 - 0     | Sampaio Corrêa   |
| 19 de marzo | 19:00     | Rei Pelé      | CSA       | 1 - 2     | Bahia            |
| 19 de marzo | 19:00     | Castelão (CE) | Ceará     | 2 - 0     | Juazeirense      |

| Jornada 7  | Jornada 7 | Jornada 7       | Jornada 7        | Jornada 7 | Jornada 7 |
| Fecha      | Hora      | Estadio         | Local            | Resultado | Visitante |
| ---------- | --------- | --------------- | ---------------- | --------- | --------- |
| 7 de junio | 17:30     | Arena das Dunas | América de Natal | 0 - 1     | CSA       |
| 7 de junio | 17:30     | Adautão         | Juazeirense      | 0 - 0     | Confiança |
| 7 de junio | 17:30     | Fonte Nova      | Bahia            | 3 - 1     | Náutico   |
| 7 de junio | 17:30     | Castelão (MA)   | Sampaio Corrêa   | 1 - 2     | Ceará     |

## Segunda fase: cuartos de final
Los cuartos de final tendrán la siguiente configuración: "1º Grupo A x 4º do Grupo B; 2º Grupo A x 3º Grupo B; 1º Grupo B x 4º Grupo A; y 2º Grupo B x 3º Grupo A". Asimismo, en los cuartos de final y en las semifinales, "las confrontaciones serán en partido único". En caso de empate en el tiempo normal, "el clasificado será decidido en los penaltis, así como en la final, en caso haya igualdad en la suma del marcador de los dos partidos".
| Cuartos de final | Cuartos de final | Cuartos de final | Cuartos de final | Cuartos de final | Cuartos de final | Cuartos de final |
| Llave            | Fecha            | Hora             | Estadio          | Local            | Resultado        | Visitante        |
| ---------------- | ---------------- | ---------------- | ---------------- | ---------------- | ---------------- | ---------------- |
| C                | 8 de julio       | 21:30            | Barradão         | Vitória          | 0 - 1            | Confiança        |
| F                | 9 de julio       | 19:00            | Rei Pelé         | CSA              | 2 - 1            | Ferroviário      |
| D                | 9 de julio       | 21:30            | Ilha do Retiro   | Sport Recife     | 0 - 0 (2:4 pen.) | Ceará            |
| E                | 9 de julio       | 21:30            | Fonte Nova       | Bahia            | 2 - 1            | Fortaleza        |

## Tercera fase: semifinales
| Semifinales | Semifinales  | Semifinales | Semifinales | Semifinales | Semifinales | Semifinales |
| Llave       | Fecha        | Hora        | Estadio     | Local       | Resultado   | Visitante   |
| ----------- | ------------ | ----------- | ----------- | ----------- | ----------- | ----------- |
| G           | 20 de agosto | 21:30       | Rei Pelé    | CSA         | -           | Confiança   |
| H           | 20 de agosto | 21:30       | Fonte Nova  | Bahia       | -           | Ceará       |

## Cuarta fase: final

### Cuadro
|  | Cuartos de final | Cuartos de final |       |  | Semifinales  | Semifinales  |  |  | Final              | Final              | Final              |
|  | 8 y 9 de julio   | 8 y 9 de julio   |       |  | 20 de agosto | 20 de agosto |  |  | 3 y 7 de setiembre | 3 y 7 de setiembre | 3 y 7 de setiembre |
|  |                  |                  |       |  |              |              |  |  |                    |                    |                    |
|  |                  |                  |       |  |              |              |  |  |                    |                    |                    |
|  |                  |                  |       |  |              |              |  |  |                    |                    |                    |
|  | Vitória          | 0                |       |  |              |              |  |  |                    |                    |                    |
|  | Vitória          | 0                |       |  |              |              |  |  |                    |                    |                    |
|  | Confiança        | 1                |       |  |              |              |  |  |                    |                    |                    |
|  | Confiança        | 1                | CSA   |  |              |              |  |  |                    |                    |                    |
|  |                  |                  |       |  |              |              |  |  |                    |                    |                    |
|  |                  | Confiança        |       |  |              |              |  |  |                    |                    |                    |
|  | CSA              | 2                |       |  |              |              |  |  |                    |                    |                    |
|  | CSA              | 2                |       |  |              |              |  |  |                    |                    |                    |
|  | Ferroviário      | 1                |       |  |              |              |  |  |                    |                    |                    |
|  | Ferroviário      | 1                |       |  |              |              |  |  |                    |                    |                    |
|  |                  |                  |       |  |              |              |  |  |                    |                    |                    |
|  |                  |                  |       |  |              |              |  |  |                    |                    |                    |
|  | Sport Recife     | 0 (2)            |       |  |              |              |  |  |                    |                    |                    |
|  | Sport Recife     | 0 (2)            |       |  |              |              |  |  |                    |                    |                    |
|  | Ceará            | 0 (4)            |       |  |              |              |  |  |                    |                    |                    |
|  | Ceará            | 0 (4)            | Bahia |  |              |              |  |  |                    |                    |                    |
|  |                  |                  |       |  |              |              |  |  |                    |                    |                    |
|  |                  | Ceará            |       |  |              |              |  |  |                    |                    |                    |
|  | Bahia            | 2                |       |  |              |              |  |  |                    |                    |                    |
|  | Bahia            | 2                |       |  |              |              |  |  |                    |                    |                    |
|  | Fortaleza        | 1                |       |  |              |              |  |  |                    |                    |                    |
|  | Fortaleza        | 1                |       |  |              |              |  |  |                    |                    |                    |

### Resultados de la final
| Fecha          | Hora | Estadio | Local         | Resultado | Visitante     |
| -------------- | ---- | ------- | ------------- | --------- | ------------- |
| 3 de setiembre |      |         | Ganador G o H | -         | Ganador H o G |
| 7 de setiembre |      |         | Ganador H o G | -         | Ganador G o H |

## Goleadores
- Actualizado hasta el 9 de julio de 2025.

| Ranking de goleadores de la Copa do Nordeste 2025 | Ranking de goleadores de la Copa do Nordeste 2025 | Ranking de goleadores de la Copa do Nordeste 2025 | Ranking de goleadores de la Copa do Nordeste 2025 | Ranking de goleadores de la Copa do Nordeste 2025 |
| Posición                                          | Futbolista                                        | Club                                              | Edad                                              | Goles                                             |
| ------------------------------------------------- | ------------------------------------------------- | ------------------------------------------------- | ------------------------------------------------- | ------------------------------------------------- |
| 1.°                                               | Erick                                             | Bahia                                             | 27                                                | 4                                                 |
|                                                   | Antonio Galeano                                   | Ceará                                             | 24                                                | 4                                                 |
|                                                   | Anselmo Ramon                                     | CRB                                               | 36                                                | 4                                                 |
|                                                   | Igor Bahia                                        | CSA                                               | 31                                                | 4                                                 |
|                                                   | Allanzinho                                        | Ferroviário                                       | 24                                                | 4                                                 |
|                                                   | Neto Oliveira                                     | Confiança                                         | 26                                                | 4                                                 |
| 2.°                                               | Erick Pulga                                       | Bahia                                             | 24                                                | 3                                                 |
|                                                   | Luciano Rodríguez                                 | Bahia                                             | 21                                                | 3                                                 |
|                                                   | Guilherme Cachoeira                               | CSA                                               | 22                                                | 3                                                 |
|                                                   | Tiago Marques                                     | CSA                                               | 36                                                | 3                                                 |
|                                                   | Moisés                                            | Fortaleza                                         | 28                                                | 3                                                 |
|                                                   | Janderson                                         | Vitória                                           | 25                                                | 3                                                 |
| 3.°                                               | Lucas Reis                                        | Altos                                             | 23                                                | 2                                                 |
|                                                   | Rodrigão                                          | Altos                                             | 31                                                | 2                                                 |
|                                                   | Tiago                                             | Bahia                                             | 20                                                | 2                                                 |
|                                                   | Pedro Raul                                        | Ceará                                             | 28                                                | 2                                                 |
|                                                   | Brayann                                           | CSA                                               | 27                                                | 2                                                 |
|                                                   | Breyner Carmilo                                   | Confiança                                         | 24                                                | 2                                                 |
|                                                   | Ciel                                              | Ferroviário                                       | 42                                                | 2                                                 |
|                                                   | Juan Martín Lucero                                | Fortaleza                                         | 33                                                | 2                                                 |
|                                                   | Yago Pikachu                                      | Fortaleza                                         | 32                                                | 2                                                 |
|                                                   | Guilherme Silveira                                | Juazeirense                                       | 25                                                | 2                                                 |
|                                                   | Luís Gustavo                                      | Moto Club                                         | 24                                                | 2                                                 |
|                                                   | Alan James                                        | Sampaio Corrêa                                    | 27                                                | 2                                                 |
|                                                   | Diego Ceará                                       | Sousa                                             | 31                                                | 2                                                 |
|                                                   | Luan Rodrigues                                    | Sousa                                             | 28                                                | 2                                                 |
|                                                   | Rodrigo Atencio                                   | Sport Recife                                      | 22                                                | 2                                                 |
|                                                   | - Lenny Lobato                                    | Sport Recife                                      | 24                                                | 2                                                 |
|                                                   | Gustavo Mosquito                                  | Vitória                                           | 27                                                | 2                                                 |
|                                                   | Gabriel Baralhas                                  | Vitória                                           | 26                                                | 2                                                 |
| 4.°                                               | Albert                                            | Altos                                             | 27                                                | 1                                                 |
|                                                   | Leandro Amorim                                    | Altos                                             | 34                                                | 1                                                 |
|                                                   | Jonathan                                          | Altos                                             | 23                                                | 1                                                 |
|                                                   | Guilherme Paraíba                                 | América de Natal                                  | 30                                                | 1                                                 |
|                                                   | Ítalo Melo                                        | América de Natal                                  | 31                                                | 1                                                 |
|                                                   | Luidy                                             | América de Natal                                  | 28                                                | 1                                                 |
|                                                   | Antônio                                           | América de Natal                                  | 21                                                | 1                                                 |
|                                                   | Henrique César                                    | América de Natal                                  | 19                                                | 1                                                 |
|                                                   | Giva                                              | América de Natal                                  | 32                                                | 1                                                 |
|                                                   | Thiaguinho                                        | América de Natal                                  | 24                                                | 1                                                 |
|                                                   | Ademir                                            | Bahia                                             | 29                                                | 1                                                 |
|                                                   | Everaldo                                          | Bahia                                             | 33                                                | 1                                                 |
|                                                   | Iago                                              | Bahia                                             | 27                                                | 1                                                 |
|                                                   | Michel Araújo                                     | Bahia                                             | 28                                                | 1                                                 |
|                                                   | - Willian José                                    | Bahia                                             | 33                                                | 1                                                 |
|                                                   | Caio Alexandre                                    | Bahia                                             | 26                                                | 1                                                 |
|                                                   | Dieguinho                                         | Ceará                                             | 29                                                | 1                                                 |
|                                                   | Aylon                                             | Ceará                                             | 32                                                | 1                                                 |
|                                                   | Fernandinho                                       | Ceará                                             | 27                                                | 1                                                 |
|                                                   | Léo Pereira                                       | CRB                                               | 24                                                | 1                                                 |
|                                                   | Mateus Pureza                                     | CRB                                               | 20                                                | 1                                                 |
|                                                   | Vinícius Barata                                   | CRB                                               | 26                                                | 1                                                 |
|                                                   | Gegê                                              | CRB                                               | 31                                                | 1                                                 |
|                                                   | Willian Bahia                                     | CRB                                               | 23                                                | 1                                                 |
|                                                   | Nathan Melo                                       | CRB                                               | 23                                                | 1                                                 |
|                                                   | Miranda                                           | CRB                                               | 25                                                | 1                                                 |
|                                                   | Thiaguinho                                        | CRB                                               | 24                                                | 1                                                 |
|                                                   | Álvaro                                            | CSA                                               | 31                                                | 1                                                 |
|                                                   | Ramon Batista                                     | CSA                                               | 25                                                | 1                                                 |
|                                                   | Klenisson                                         | CSA                                               | 29                                                | 1                                                 |
|                                                   | Enzo                                              | CSA                                               | 22                                                | 1                                                 |
|                                                   | Rodriguinho                                       | Confiança                                         | 23                                                | 1                                                 |
|                                                   | Luiz Otávio                                       | Confiança                                         | 27                                                | 1                                                 |
|                                                   | Rafinha                                           | Confiança                                         | 25                                                | 1                                                 |
|                                                   | João Vitor                                        | Ferroviário                                       | 20                                                | 1                                                 |
|                                                   | Kauê Leonardo                                     | Ferroviário                                       | 19                                                | 1                                                 |
|                                                   | Wesley Junio                                      | Ferroviário                                       | 24                                                | 1                                                 |
|                                                   | Breno Lopes                                       | Fortaleza                                         | 29                                                | 1                                                 |
|                                                   | Zé Welison                                        | Fortaleza                                         | 29                                                | 1                                                 |
|                                                   | Renato Kayzer                                     | Fortaleza                                         | 29                                                | 1                                                 |
|                                                   | Kervin Andrade                                    | Fortaleza                                         | 19                                                | 1                                                 |
|                                                   | Matheus Pereira                                   | Fortaleza                                         | 27                                                | 1                                                 |
|                                                   | Ceará                                             | Juazeirense                                       | 27                                                | 1                                                 |
|                                                   | Alex                                              | Juazeirense                                       | 32                                                | 1                                                 |
|                                                   | Luis Lipek                                        | Moto Club                                         | 21                                                | 1                                                 |
|                                                   | - Danilinho                                       | Moto Club                                         | 25                                                | 1                                                 |
|                                                   | Maurício Pinto                                    | Moto Club                                         | 28                                                | 1                                                 |
|                                                   | Rick Sena                                         | Moto Club                                         | 27                                                | 1                                                 |
|                                                   | Jean                                              | Moto Club                                         | 20                                                | 1                                                 |
|                                                   | Yan                                               | Moto Club                                         | 26                                                | 1                                                 |
|                                                   | Paulo Sérgio                                      | Náutico                                           | 35                                                | 1                                                 |
|                                                   | Samuel Otusanya                                   | Náutico                                           | 20                                                | 1                                                 |
|                                                   | Auremir                                           | Náutico                                           | 33                                                | 1                                                 |
|                                                   | Patrick Allan                                     | Náutico                                           | 30                                                | 1                                                 |
|                                                   | Bruno Mezenga                                     | Náutico                                           | 36                                                | 1                                                 |
|                                                   | Cavi                                              | Sampaio Corrêa                                    | 29                                                | 1                                                 |
|                                                   | - Alan Stence                                     | Sampaio Corrêa                                    | 22                                                | 1                                                 |
|                                                   | Elielton                                          | Sousa                                             | 32                                                | 1                                                 |
|                                                   | Uesles                                            | Sousa                                             | 31                                                | 1                                                 |
|                                                   | Iranilson                                         | Sousa                                             | 31                                                | 1                                                 |
|                                                   | Gustavo Maia                                      | Sport Recife                                      | 24                                                | 1                                                 |
|                                                   | Matheus Alexandre                                 | Sport Recife                                      | 25                                                | 1                                                 |
|                                                   | Chrystian Barletta                                | Sport Recife                                      | 23                                                | 1                                                 |
|                                                   | Pablo                                             | Sport Recife                                      | 32                                                | 1                                                 |
|                                                   | Fabricio Domínguez                                | Sport Recife                                      | 26                                                | 1                                                 |
|                                                   | Carlos Alberto                                    | Sport Recife                                      | 22                                                | 1                                                 |
|                                                   | Sérgio Oliveira                                   | Sport Recife                                      | 32                                                | 1                                                 |
|                                                   | Neris                                             | Vitória                                           | 32                                                | 1                                                 |
|                                                   | Hugo                                              | Vitória                                           | 23                                                | 1                                                 |
|                                                   | Carlinhos                                         | Vitória                                           | 28                                                | 1                                                 |
| Autogoles                                         |                                                   |                                                   |                                                   |                                                   |
| Posición                                          | Futbolista                                        | Club                                              | Edad                                              | Autogoles                                         |
| 1.°                                               | Alan James                                        | Sampaio Corrêa                                    | 27                                                | 1                                                 |